# 翅果刺桐
翅果刺桐（学名：Erythrina subumbrans）为豆科刺桐屬下的一个种。

## 扩展阅读
- 維基物種上的相關：翅果刺桐